# サビーン郡 (テキサス州)
サビーン郡（サビーンぐん、英: Sabine County）は、アメリカ合衆国テキサス州の東部に位置する郡である。2010年国勢調査での人口は10,834人であり、2000年の10,469人から3.5%増加した。郡庁所在地はヘンフィル市（人口1,198人）であり、同郡で人口最大の都市でもある。サビーン郡は1837年12月14日に組織化され、郡名は郡の東側境界になっているサビーン川に因んで名付けられた。

## 地理
アメリカ合衆国国勢調査局に拠れば、郡域全面積は577平方マイル (1,493 km2)であり、このうち陸地4904平方マイル (1,270 km2)、水域は86平方マイル (224 km2)で水域率は14.97%である。

### 主要高規格道路
- アメリカ国道96号線
- テキサス州道21号線
- テキサス州道87号線
- テキサス州道103号線

### 隣接する郡
- シェルビー郡 - 北
- サビーン郡 (ルイジアナ州) - 東
- ニュートン郡 - 南
- ジャスパー郡 - 南西
- サンオーガスティン郡 - 西

サビーン郡はルイジアナ州にある同名のサビーン郡（ルイジアナ州の場合は"County"ではなく"Parish"）と接しており、このような例はアメリカ合衆国内でも数例あるだけである。

### 国立保護地域
- サビーン国立の森（部分）

## 人口動態
以下は2000年の国勢調査による人口統計データである。
| 基礎データ - 人口: 10,469人 - 世帯数: 4,485 世帯 - 家族数: 3,157 家族 - 人口密度: 8人/km2（21人/mi2） - 住居数: 7,659軒 - 住居密度: 6軒/km2（16軒/mi2） 人種別人口構成 - 白人: 87.85% - アフリカン・アメリカン: 9.92% - ネイティブ・アメリカン: 0.41% - アジア人: 0.09% - 太平洋諸島系: 0.03% - その他の人種: 0.82% - 混血: 0.88% - ヒスパニック・ラテン系: 1.81% 年齢別人口構成 - 18歳未満: 21.1% - 18-24歳: 5.6% - 25-44歳: 21.1% - 45-64歳: 27.2% - 65歳以上: 24.9% - 年齢の中央値: 47歳 - 性比（女性100人あたり男性の人口） - 総人口: 93.4 - 18歳以上: 92.7 | 世帯と家族（対世帯数） - 18歳未満の子供がいる: 23.6% - 結婚・同居している夫婦: 58.9% - 未婚・離婚・死別女性が世帯主: 8.7% - 非家族世帯: 29.6% - 単身世帯: 27.0% - 65歳以上の老人1人暮らし: 15.4% - 平均構成人数 - 世帯: 2.31人 - 家族: 2.78人 収入と家計 - 収入の中央値 - 世帯: 27,198米ドル - 家族: 32,554米ドル - 性別 - 男性: 28,695米ドル - 女性: 21,141米ドル - 人口1人あたり収入: 15,821米ドル - 貧困線以下 - 対人口: 15.9% - 対家族数: 11.8% - 18歳未満: 23.9% - 65歳以上: 12.7% |

## 都市と町
- ヘンフィル - 郡庁所在地
- パインランド

### 未編入の町
| - ブロンソン - ブルックランド - フェアマウント - ジェネバ - アイラ | - マイラム、国勢調査指定地域 - ローズバイン - セクストン - イエローパイン |

### 昔の町
| - ベイヨー - イーストメイフィールド - フェデール - グレイブヒル - ペンドルトン | - プレーンビュー - サビーンタウン - テボ - タイム - ベスタ |

## 教育
サビーン郡の公共教育は下記の独立教育学区が管轄している。
- ブルックランド独立教育学区（部分）
- ヘンフィル独立教育学区
- シェルビービル独立教育学区（部分）
- ウェストサビーン独立教育学区